# Horní Jelení
Horní Jelení é uma cidade checa localizada na região de Pardubice, distrito de Pardubice.